# Christus König (Düsseldorf)

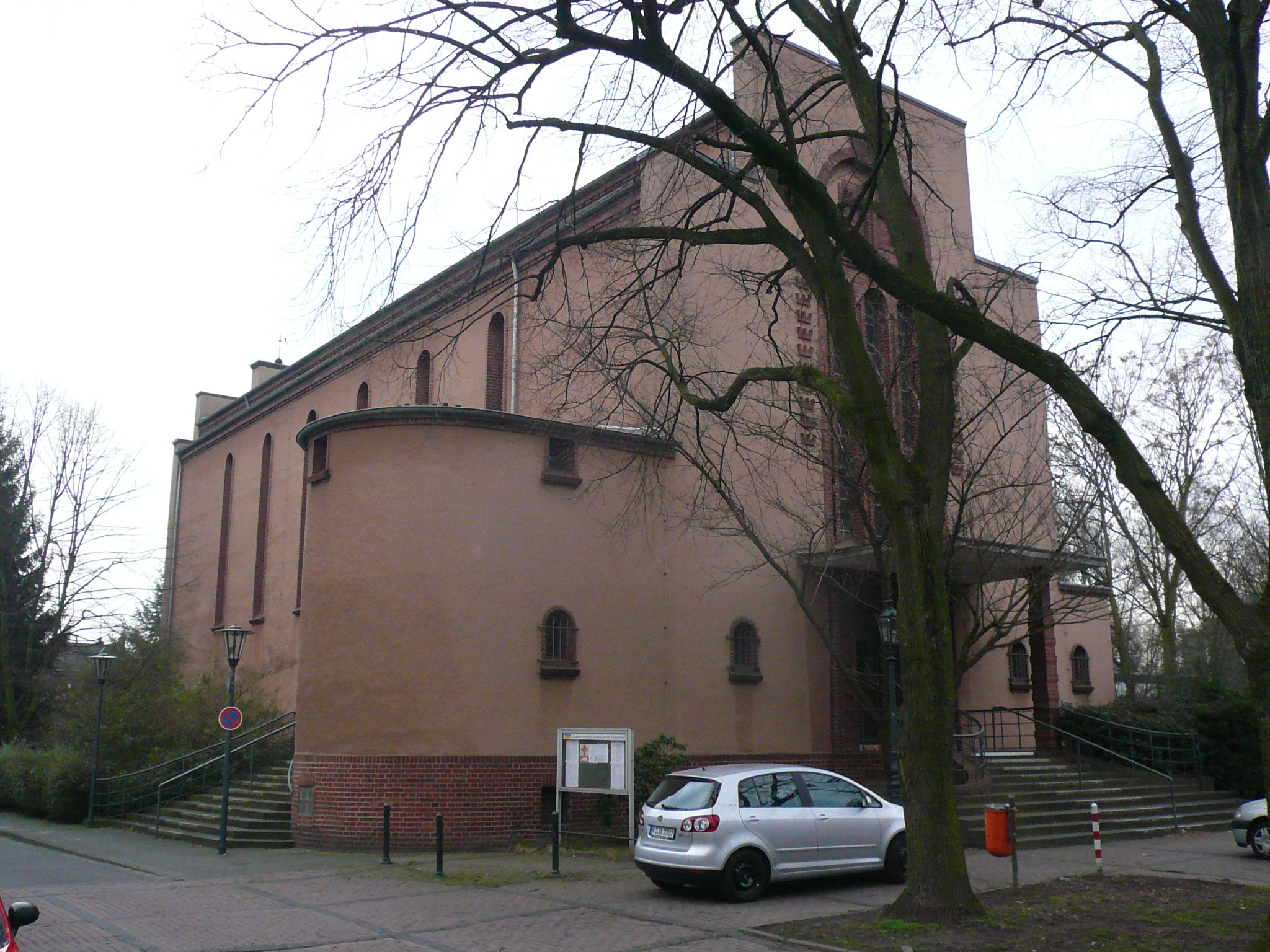
Christus König

Christus König ist eine ehemalige römisch-katholische Kirche im Düsseldorfer Stadtteil Oberkassel, die seit 2003 durch die Ukrainisch-Katholische Kirche genutzt wurde, die zum griechischen Ritus gehört. Zusätzlich fanden auch Gottesdienste der Ukrainisch-Orthodoxen Kirche in Christus König statt. Die Kirche wurde im expressionistischem Stil errichtet. Sie wurde 2010 profaniert und in ein Familienzentrum mit Kindergarten umgebaut.

## Geschichte
Die Errichtung eines weiteren Rektorats in Oberkassel wurde seit den späten 1920er Jahren angestrebt. 1928 gründete sich ein Kirchbauverein, der Bau der Kirche erfolgte in den Jahren 1929 bis 1930 durch den Architekten Franz Schneider. Der geplante Kirchturm wurde jedoch bis auf das Sockelgeschoss nicht ausgeführt. Die Kirchweihe war am 28. September 1930. Christus König wurde 1931 zum Rektorat erhoben, 1973 schließlich wurde es eine kanonische Pfarre. Die Kirche überstand den Krieg mit geringen Schäden, allerdings wurden 1942 die Fenster zerstört.
Aufgrund der Finanznot der Kirche wurde seit 2009 über eine profane Nachnutzung des Gebäudes nachgedacht. Nach vollzogener Profanierung wurde das Bauwerk 2014 durch den Einzug einer 6-zügigen Kindertageseinrichtung und eines Familienzentrums, nach Entwurf des Architekten Thomas Pink, neu belebt.
Der zum Zeitpunkt der Profanierung leitende Pfarrer, Michael Dederichs, bezeichnete das als einen „ausgesprochenen Glücksfall“. Das Kircheninventar wird in einem polnischen Klarissenkloster weiter verwendet; der Kreuzweg und die Marienikone wurden in die Pfarrkirche St. Antonius nach Oberkassel gebracht. Die drei Glocken der Kirche sollen demnächst in einem Glockenturm der Kirche St. Maria, Hilfe der Christen, in Lörick aufgehängt werden.

## Architektur
Christus König wurde im expressionistischen Stil durch den Düsseldorfer Architekten Franz Schneider erbaut. Die Kirche wurde in Stahlbauweise im Sinne des Neuen Bauens errichtet. Optisch wurde dabei der äußere Eindruck hoher Seitenschiffe erstrebt, auch wenn die Decke ohne innere Stützen auskommt. Außen wurden große Backsteinembleme angebracht.
Der Campanile wurde erst 1979 gebaut. Er steht frei im Pfarrgarten. 1987 wurde die „Christus König Kirche“ am Pastor-Busch-Weg 9 unter Denkmalschutz gestellt.